# مزرعة سيب
مزرعة سيب (بالإنجليزية: Mazraeh-ye Sib)‏ هي منطقة سكنية تقع في أصفهان في إيران. يقدر عدد سكانها بـ 80 نسمة .